# ハビガンジ県
ハビガンジ県（ハビガンジけん）は、バングラデシュの北東に位置する県である。シレット管区の一部である。13世紀から17世紀にかけて、ハビガンジはシハピサラール=シェド=ナシルディンによって設立した首都のナシラバードの一部だった。

## 人口と宗教
ハビガンジ県の人口は1,830,554人でその内の926,531人が男性、904,022人が女性である(男性50.6%と女性49.4%)。宗教では80.23%はムスリム人、19.12%はヒンドゥー教徒、0.05%はブッダ人、0.13%はキリスト教徒、そしてその他0.47%が存在する。

## 行政区分
ハビガンジ県には９つの郡が存在する。
- アジミリガンジ郡
- バニアジャング郡
- バフバル郡
- チュナルグハット郡
- ハビガンジ サダール郡
- ラカイ郡
- マダブプール郡
- ナビガンジ郡
- サイスタゴンジ郡

## 地理
ハビガンジ県は2,636.58km²の面積からなり、北にスナマンジ県と、東にインドのトリプーラやマウルビバザール県と、北東にシレット県のバラガンジ郡と、西にブラモンバリア県やキショレレガンジュ県とそれぞれ接する。